# BTE 6 bis 13
Die Lokomotiven 6 bis 13 der Bröltalbahn waren dreifachgekuppelte Schmalspur-Tenderlokomotiven. Die Maschinen wurden von Arnold Jung Lokomotivfabrik 1891 bis 1892 gefertigt. Die Lokomotive 6 kam über die Trusebahn zur Deutschen Reichsbahn und erhielt 1949 die Betriebsnummer 99 4611.

## Geschichte
Die in den Jahren 1891 und 1892 von der Arnold Jung Lokomotivfabrik an die Bröltalbahn gelieferten acht Lokomotiven war die erste größere Serie von identischen Fahrzeugen für die Bahngesellschaft. Dabei lehnte man sich an die Konstruktion der Maschinenbau-Gesellschaft Karlsruhe von 1884 (Bröltalbahn 5) an. Die Konstruktion bewährte sich, sodass von ihr auch je ein Nachbau an die Spessartbahn bzw. die Werkbahn der Basalt-Actien-Gesellschaft in Bad Honnef im Siebengebirge gefertigt wurden. 1899 wurden mit den Lokomotiven 14 bis 17 vier weitere Maschinen dieses Typs von Orenstein & Koppel geliefert.
Mit der Anlieferung der Lokomotiven 31 und 32 sowie 51 bis 52 im Jahr 1923 wurden die Lokomotiven 9 bis 12 ausgemustert. Die Lokomotiven 7, 8 und 13 wurden 1953 ausgemustert.

### DR 99 4611
Die Lokomotive 6 wurde 1942 an die Trusebahn in Thüringen verkauft, wo sie von 785 mm auf 750 mm umgespurt wurde. Da die Verwaltung der Trusebahn ab dem 1. April 1949 durch die Deutsche Reichsbahn erfolgte, erhielt die Lokomotive die Betriebsnummer 99 4611. Sie war bis 1957 im Einsatz. Eine geplante Umsetzung zur Strecke Nauen–Kriele scheiterte auf Grund der zu hohen Radsatzfahrmasse von 6 t. Deshalb wurde sie im gleichen Jahr nach Burg umbeheimatet und war dort auf den Strecken der ehemaligen Kleinbahnen des Kreises Jerichow I bis 1962 im Betriebsdienst. Am 17. Mai 1965 wurde sie ausgemustert.

## Konstruktive Merkmale
Die Lokomotiven hatten einen Außenrahmen.
Der Kessel besaß einen Crampton-Stehkessel. Der große Dampfdom mit dem Flachschieberregler und zwei Pop-Sicherheitsventilen saß auf dem hinteren Teil des Langkessels. Direkt vor dem Dampfdom saß der Sandkasten. Der handbetriebene Sandstreuer sandete den mittleren Radsatz. Auf dem Stehkessel saß die Dampfpfeife, die direkt von einem Dampfentnahmestutzen gespeist wurde.
Das Zweizylinder-Nassdampftriebwerk war leicht geneigt angeordnet und arbeitete auf den mittleren Radsatz. Die Steuerung erfolgte durch eine Allan-Exzentersteuerung.
Der Schornstein war in der Bauart Prüsmann ausgeführt. Er besaß einen Funkenfänger. Zum Schutz von wertvoller Bewaldung und der strohgedeckten Häuser bei den Ortsdurchfahrten erhielten die Maschinen zusätzlich einen Blasrohr-Umstellhahn. Bei Bedarf konnte das Blasrohr abgesperrt werden, der Abdampf strömte dann durch ein dickes Rohr neben den Schornstein in das Freie. Die Anlage scheint sich aber in der Praxis nicht sonderlich bewährt haben, sie wurde bald wieder entfernt.  Das Latowski-Dampfläutewerk war auf dem Dach angeordnet.
Ursprünglich besaßen die Lokomotiven nur eine Handbremse. Durch die Deutsche Reichsbahn erhielt die 99 4611 eine Knorr-Druckluftbremse. Die Luftpumpe wurde dabei rechts neben der Rauchkammer und der Hauptluftbehälter zwischen Sandkasten und Schornstein angeordnet.
Das Führerhaus besaß Klapptüren und einen quer zur Fahrtrichtung angeordneten Lüftungsaufsatz auf dem Dach. Das Speisewasser war in zwei Wasserkästen zu beiden Seiten des Kessels untergebracht. Die Kohlevorräte befanden sich im Kohlekasten hinter dem Führerhaus.